# لیک رابرتس هایتس (نیومکزیکو)
لیک رابرتس هایتس (به انگلیسی: Lake Roberts Heights) یک منطقهٔ مسکونی در ایالات متحده آمریکا است که در نیومکزیکو واقع شده‌است. لیک رابرتس هایتس ۳۲ نفر جمعیت دارد و ۱٬۸۶۲٫۹۶ متر بالاتر از سطح دریا واقع شده‌است.